# Schlomo Alkabez
Salomo ben Mose ha-Levi Alkabez, född omkring 1504, död 1584, var en judisk mystiker och poet.
Salomo Alkabez är mest känd för sin sabbatshymn Leka doki (" Kom, min älskade"), som sjungs i judiska församlingar vid sabbatens ingång.